# Giōrgos Leonardos
Giōrgos Leonardos (in greco Γιώργος Λεονάρδος; Alessandria d'Egitto, 20 febbraio 1937) è un giornalista e scrittore greco.

## Biografia
Leonardos nasce ad Alessandria d'Egitto il 20 febbraio 1937 da genitori greci. Pubblica i suoi primi racconti brevi sui quotidiani "Tachidromos" e "Anatoli" di Alessandria. Giunto in Grecia, studia inizialmente fisica e matematica presso l'Università Aristotele di Salonicco però in seguito si dedica al giornalismo, studiando presso la Scuola giornalistica dell'Istituto greco-americano (1959-1961).
Lavora alla redazione estera dei quotidiani "Naftemboriki" e "Kathimerini", dopodiché diventa redattore di politica interna (1961-1964). 
Nel 1964 diventa corrispondente dell'Athens News Agency (APE) a Belgrado, dove rimane fino al 1967. Tornando in Grecia, lavora come capo della redazione estera dei quotidiani "Apogevmatini", "Eleftherotipia", "Mesimvrini", "Ethnos" e "Eleftheros Typos", e come redattore per il giornale finanziario "Kerdos".
Nel 1977 diventa corrispondente del Athens News Agency a New York, dove lavora anche come direttore del quotidiano della città  "Ethnikos Kirix".
Al suo ritorno lavora come ancorman per la Radiotelevisione greca (ERT) e in seguito per la rete privata "Antenna".
Ghiorgos Leonardos ha effettuato servizi per la guerra del Vietnam, per quella tra Iran e Iraq, per la guerra del Golfo Persico e per altri conflitti, sicché  per varie Conferenze Internazionali, come il Convegno della European Broadcasting Union a Istanbul (1975).
È membro dell'Associazione della Rassegna Stampa di Atene e della Società Nazionale di Scrittori Greci.

## Premi e riconoscimenti
Nel 2001 e nel 2005 fu premiato come miglior autore di romanzi storici dalla Società Greca di Lettere Cristiane. Nel 2006 gli venne conferito il premio della Fondazione Botsis per i servizi resi al giornalismo e alla letteratura.
Ha ottenuto il Premio Statale per Romanzi, massima onorificenza per uno scrittore in Grecia, per il suo romanzo storico  L'ultimo dei Paleologi .

## Opere

### Romanzi
- Il divano rosso della nonna
- La casa sopra le catacombe
- Eva
- I poli del magnete
- Gli amanti della terra
- Il canto dell'anima
- Rapsodia alessandrina

### Romanzi storici
- Barbarossa il Pirata
- Mara, la sultana cristiana
- Maria Maddalena
- La bella addormentata di Mistras
- Michele VIII Paleologo
- I Paleologi
- L'ultimo dei Paleologi ([Costantino XI Paleologo])
- Sofia Paleologa- Dal Bisanzio alla Russia